# Crisódio Araújo
Crisódio Marcos Tilman Freitas de Araújo (* 26. März 1964 in Ainaro, Portugiesisch-Timor; † 22. August 2021 in Osttimor) war ein osttimoresischer Schriftsteller und Politiker. Er war Mitglied der União Democrática Timorense (UDT).

## Werdegang
Araújo wurde als Sohn von Fernando Araújo und Ana Romana Freitas geboren. Er besuchte die Grundschule in Ainaro und anschließend die Sekundarschule des Diözesanseminars von Dare und des Diözesanseminars von Vila Viçosa in Portugal. Dem folgte das Studium am Konziliarseminar von Braga und am Höheren Theologischen Institut in Braga. Nachdem er sich entschlossen hatte, kein Priester zu werden, wechselte er an die philosophische Fakultät der Katholischen Universität von Portugal in Braga, wo er auch in universitären Vereinigungen arbeitete. Araújo war Präsident der Studentenvereinigung des Instituto Superior de Teologia der Katholischen Universität und Delegierter für Braga in der Nationalen Kommission der Theologiestudenten, Schatzmeister und Mitglied für Kultur und Kommunikation der Studentenvereinigung der Philosophischen Fakultät von Braga. Zudem war er für mehrere Initiativen im Rahmen des akademischen Assoziativismus verantwortlich: Förderung von Kulturwochen, Konferenzen und Gründung von akademischen Zeitschriften wie Critério und Porta Aberta oder als Herausgeber der Zeitschrift Cenáculo, der einzigen wissenschaftlichen Zeitschrift für Theologie auf der iberischen Halbinsel.
Araújo widmete einen Teil seines Lebens dem Schreiben von Gedichten und Texten zur Unterstützung des timoresischen Widerstands gegen die indonesische Besetzung. Zudem war er Mitbegründer und Leiter der  Luso Timorese Association of Information and Culture (ALTIC) sowie der Zeitung Kaibauk. Bereits während seines Theologiestudiums hatte er sich schriftstellerisch betätigt.
2008 kehrte er nach Osttimor zurück, wo er bis 2012 als Berater für die portugiesische Sprache im Außenministerium Osttimors tätig war. Außerdem war er Berater im Ministerium für Bildung und Kultur und zuletzt, vor seinem Tod, im Staatssekretariat für Gleichberechtigung und Inklusion. Er war Gastprofessor für portugiesische Sprache an der Universidade Nasionál Timór Lorosa’e (UNTL) und Berater und Übersetzer bei dem privaten Personalunternehmen Invest People.
Als Gründungsmitglied gehörte er über ein Jahrzehnt der Nationalen Kommission des Internationalen Instituts für Portugiesische Sprache (IILP) an und arbeitete aktiv an der Förderung und Verbreitung der portugiesischen Sprache und Kultur in Osttimor.
Im Alter von 57 Jahren verstarb Araújo nach einem Herzinfarkt.

## Familie
1994 heiratete Araújo in Caxias Flora Maria Almeida de Araújo, mit der er zwei Söhne bekam.

## Werke (Auswahl)
- Plantámos a nossa independência no chão duro de Santa Cruz. Gedichtband, Edições LIDEL 2014.